# Guarea cartaguenya
Guarea cartaguenya är en tvåhjärtbladig växtart som beskrevs av José Cuatrecasas. Guarea cartaguenya ingår i släktet Guarea och familjen Meliaceae. Inga underarter finns listade i Catalogue of Life.